# 莱克卢佐
莱克卢佐（法語：Les Clouzeaux，法語發音：[le kluzo]）是法国卢瓦尔河地区大区旺代省的一个旧市镇，属于永河畔拉罗什区。2016年1月1日，莱克卢佐和相邻的欧比尼合并为新市镇欧比尼-莱克卢佐（Aubigny-Les Clouzeaux）。

## 地理
莱克卢佐（46°37'48"N, 1°30'31"W）面积26.49 平方千米，位于法国卢瓦尔河地区大区旺代省，该省份为法国西部沿海省份，北起大西洋卢瓦尔省和曼恩-卢瓦尔省，西临大西洋，南至滨海夏朗德省，东部及东南部与德塞夫勒省接壤。
与莱克卢佐接壤的市镇（或旧市镇、城区）包括：欧比尼-莱克卢佐、朗德龙德、尼约勒勒多朗、永河畔拉罗什、圣弗莱沃德卢、沃南索、欧比尼。

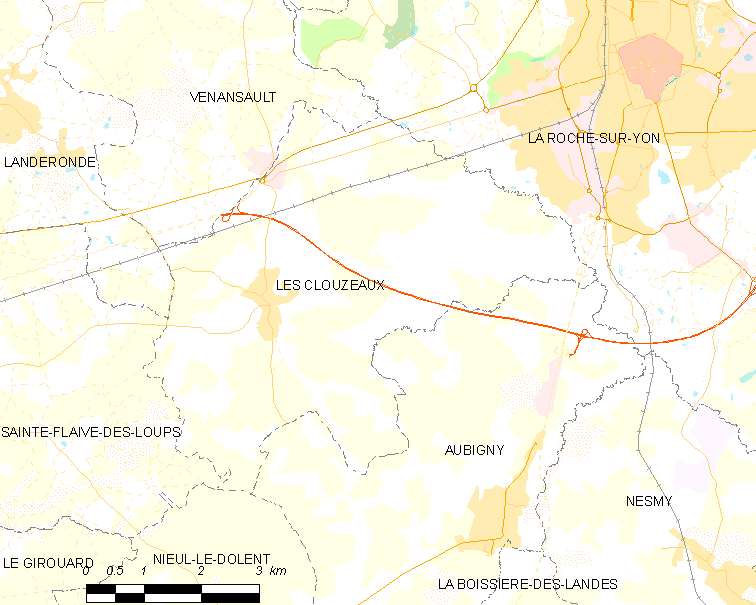
莱克卢佐的OSM定位图

莱克卢佐的时区为UTC+01:00、UTC+02:00（夏令时）。

## 行政
莱克卢佐的邮政编码为85430，INSEE市镇编码为85069。

## 政治
莱克卢佐所属的省级选区为永河畔拉罗什第二县。

## 人口

1962-2008年间莱克卢佐人口变化图示

莱克卢佐于2018年1月1日时的人口数量为2831人。